# Jüdischer Friedhof (Garwolin)
Koordinaten: 51° 52′ 14,5″ N, 21° 38′ 37,7″ O

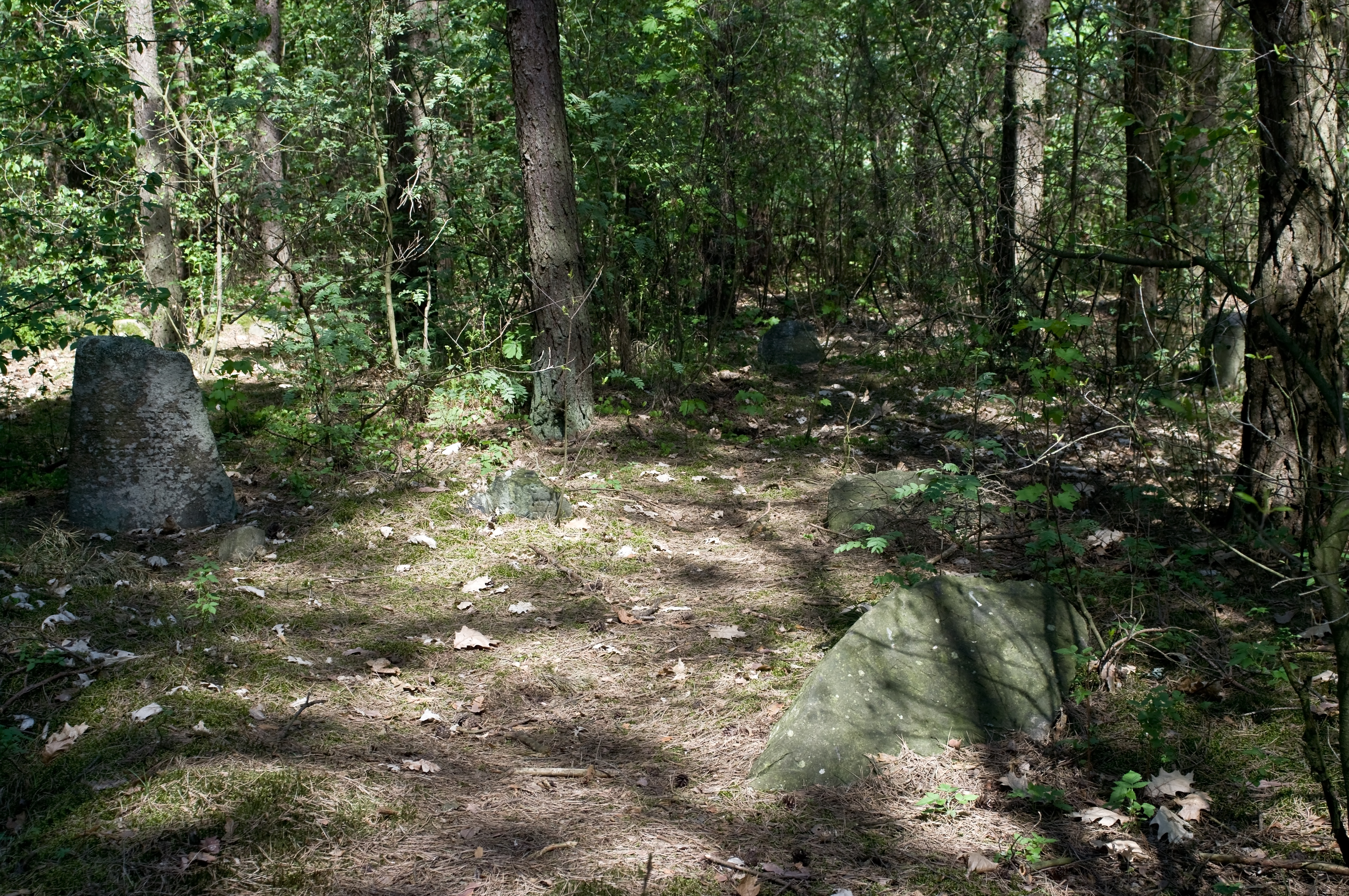
Jüdischer Friedhof in Garwolin

Der Jüdische Friedhof in Garwolin, einer polnischen Stadt in der Woiwodschaft Masowien, wurde in der ersten Hälfte des 19. Jahrhunderts angelegt. Der jüdische Friedhof befindet sich in einem Wäldchen in der Nähe der Straße nach Lublin.
Auf dem circa 5000 Quadratmeter großen Friedhof sind heute nur noch 20 Grabsteine mit hebräischen und jiddischen Inschriften erhalten. Der älteste stammt aus dem Jahr 1863.